# Visseringpolder
De Visseringpolder is een voormalig waterschap in de provincie Groningen.
Het waterschap was gelegen in een laag gedeelte in de hoek tussen de spoorlijn Meppel - Groningen en de Drentsche Aa, ten zuiden van de Rijksstraatweg door Glimmen. De polder werd 's zomers bemalen door een molentje dat uitsloeg op de Drentsche Aa.
Waterstaatkundig gezien ligt het gebied sinds 2000 binnen dat van het waterschap Hunze en Aa's.